# SIG P938半自動手槍
SIG P938是一系列由西格&紹爾所研製及生產的袖珍型單動型半自動手槍，並且在2012年SHOT Show（美國著名槍展）以上首度展出，是SIG P238半自動手槍的9×19毫米口徑版本。

## 設計細節

### 基本指標
SIG P938是SIG P238以及其前身柯爾特野馬（都是.380 ACP）袖珍手槍的稍微加大版本。與其他許多9毫米袖珍手槍不同，其底把為金屬製造。所有P938型號所採用的是陽極氧化鋁合金底把，而套筒是由不銹鋼製造並有著裸露或SIG的Nitron塗層兩種表面處理。扳機扣力固定在7.5—8.5英鎊之間。
SIG P938有三款握把護板，分別是木製握把、霍格極限型G-10复合材料製握把或是在“運動”型號時包裹握把周圍的黑色橡膠製握把。
P938手槍的齊平適型彈匣的容量為6發，另外原廠也提供7發延長底座型彈匣，後者設有底托以便於握持。

### 構造設計
P938手槍呈Ｕ形的握把護板將握把的前端及左右兩側全部包裹住，護板兩側製有大型顆粒的麻點型防滑紋，能在手心出汗以下保持良好的握持。握把護板前方、扳機護環以下亦設有讓手指休息的手指凹槽完全按照手指的形狀設計。而未被握把護板包裹住的握把後部下方則設有波浪狀防滑紋。這些設計均使握持握把時非常牢固、舒適，人機工效較良好。
P938手槍的手動保險位於套筒座後部兩側，將保險扳向上方為保險狀態，無論擊錘位於待擊位置還是擊發位置均能將擊錘鎖定，使之無法轉動而確保安全；將保險扳至下方的解除保險狀態即可進行射擊。
P938手槍的彈匣卡筍位於握把左側、扳機護圈後方，彈匣卡筍上也設有豎條狀防滑紋以確保操作確實。
位於套筒座左側的槍身分解桿兼作無彈後定桿，平時的空倉挂機桿處於下方位置。當打光彈匣內的子彈以後、套筒後座到位時，彈匣托彈板將空倉挂機桿後端向上抬起，空倉挂機桿後端上部突起部卡入套筒前部空挂機槽以內，將套筒阻於後方位置呈空倉挂機狀態，提示使用者需要更換彈匣。裝上新彈匣以後、將空倉挂機桿後端向下扳動，或是直接向後拉一下套筒並鬆開，即可解脫空倉挂機狀態；套筒復進時將彈匣最上方一發子彈推入膛室並且閉鎖，完成下一發子彈的射擊準備。
P938手槍的機械瞄具為前方片狀準星及後方缺口式照門所組成的SIGLITE三點式準星。為了便於光線昏暗條件以下瞄準，其準星和照門後方均裝有氚光管。

## 衍生型
P938製有多個衍生型，分別是AG型、黑木型、春分型、極限型、惡夢型、紅木型、防絆型、蠍子型、豪華型、軍團型、斯巴達II型等多款型號。

### P938-22
另外，2015年，西格&紹爾也推出了P938手槍的.22 LR口徑版本，專門針對女性和兒童射擊娛樂。除了擴大了其外形尺寸，還採用了延長的彈匣設計，彈匣容彈量為10發。有採用紅木製和橡膠製握把護板兩種。其中標靶型還把槍管和套筒增長到全尺寸手槍的長度。

## 資料來源
1. ↑  .   [2015-10-23]. （原始内容存档于2015-10-21）.
2. ↑  .   [2015-10-23]. （原始内容存档于2015-10-21）.
3. ↑  .   [2015-10-23]. （原始内容存档于2015-10-21）.
4. ↑  .   [2015-10-23]. （原始内容存档于2015-10-21）.
5. ↑  .   [2015-10-23]. （原始内容存档于2015-10-21）.
6. ↑  .   [2015-10-23]. （原始内容存档于2015-10-21）.
7. ↑  .   [2019-01-16]. （原始内容存档于2019-01-16）.
8. ↑  .   [2015-10-23]. （原始内容存档于2015-10-21）.
9. ↑  .   [2015-10-23]. （原始内容存档于2015-10-21）.
10. ↑  .   [2015-10-23]. （原始内容存档于2015-10-21）.
11. ↑  .   [2015-10-23]. （原始内容存档于2015-10-21）.
12. ↑  .   [2015-10-23]. （原始内容存档于2015-10-21）.
13. 1 2  .   [2015-10-23]. （原始内容存档于2015-10-21）.
14. ↑  .   [2015-10-23]. （原始内容存档于2015-10-23）.
15. 1 2  .   [2015-10-23]. （原始内容存档于2015-10-21）.
16. ↑  .   [2015-10-23]. （原始内容存档于2015-10-21）.
17. ↑  .   [2015-10-23]. （原始内容存档于2015-10-21）.
18. ↑  . SIG Sauer Product catalog.   [8 February 2012]. （原始内容存档于2015-10-21）.
19. ↑  . Sig Sauer P938 Specifications.   [2015-10-23]. （原始内容存档于2014-08-09）.

## 外部連結
- （英文）—Official page
- （英文）—Modern firearms—SIG-Sauer P238 and P938 pistol[永久]
- （英文）—The Firearm Blog.com—
  - New P238, P938 Grip Colors from Hogue（页面存档备份，存于）
  - DIY Sig P938 Rail & 8rd Magazine（页面存档备份，存于）
  - Army Green SIGs（页面存档备份，存于）
- （英文）—The Truth About Guns.com—
  - New from SIG SAUER: P938（页面存档备份，存于）
  - Alameda County Caves on Gun Show Ban While 9th Circuit Dodges（页面存档备份，存于）
  - 9mm Subcompact Pistol Roundup – Because You Asked for It（页面存档备份，存于）
  - Gun Review: SIG Sauer P938 Nightmare（页面存档备份，存于）
  - Gun Review: SIG SAUER P938（页面存档备份，存于）
  - SIG SAUER at the 2015 Texas Firearms Festival. Come and Shoot It! ［VIDEO］（页面存档备份，存于）
  - Everyday Carry Pocket Dump of the Day: HillCntryRedneck（页面存档备份，存于）
  - Everyday Carry Pocket Dump of the Day: Josh（页面存档备份，存于）
- （英文）—Guns & Ammo.com—
  - Pocket Parabellum: SIG P938 Review
  - What's the Best Subcompact 9mm on the Market?（页面存档备份，存于）
- （英文）—Shooting Times.com—Chopped with Style: The SIG P938 Extreme and P224 Extreme（页面存档备份，存于）
- （英文）—Shotgun News.com—Rio Grande Grips for SIG P938（页面存档备份，存于）
- （英文）—Tactical Life.com—
  - SHOT SHOW 2012—FINAL DAY（页面存档备份，存于）
  - 2015 Pocket Pistols Buyer’s Guide（页面存档备份，存于）
- （英文）—Personal Defense World.com—
  - Sig’s Pocket Elite（页面存档备份，存于）
  - SIG SAUER SECURITY（页面存档备份，存于）
  - Sig Sauer Supremacy（页面存档备份，存于）
  - Sig Sauer P938 Nightmare 9mm（页面存档备份，存于）
  - Sig Sauer P938-22 Rosewood（页面存档备份，存于）
  - Top 15 Pocket Pistols for Self Defense（页面存档备份，存于）
  - Concealed Carry Sigs（页面存档备份，存于）
  - 4 Pocket-Friendly Sig Sauer Pistols（页面存档备份，存于）
  - Top 10 Rimfire Guns for CCW Self Defense（页面存档备份，存于）
  - Viridian Now Shipping Reactor 5 For Sig P238 And P938（页面存档备份，存于）
  - 18 Compact Rimfire Handguns for Youth and Adult Shooters（页面存档备份，存于）
  - DeSantis Announces New Holster Fit For Sig P938（页面存档备份，存于）
  - 40 Autopistols From CONCEALED CARRY HANDGUNS 2016
  - 6 Sig Sauer Pocket Pistols for the Modern Warrior（页面存档备份，存于）
- （英文）—Gunblast.com－
  - SHOT Show 2012 - Day 1（页面存档备份，存于）
  - Sig Sauer P938 Nightmare Compact 9mm Semi-Automatic Pistol（页面存档备份，存于）
  - SHOT Show 2015 - Day 1（页面存档备份，存于）
- （简体中文）—D Boy Gun World（槍炮世界）—SIG Sauer P938（页面存档备份，存于）